# Des Moines Hearst-Argyle Television Tower Alleman
Der Des Moines Hearst-Argyle Sendemast Alleman (auch KCCI-Tower) ist ein 609,6 Meter hoher abgespannter Sendemast in Alleman, Iowa, USA. Er wurde 2001 errichtet. Er  gehört und wird betrieben von dem der Mediensparte des Unternehmens Hearst. Auf dem Mast befinden sich die Sendeantennen für die digitale Ausstrahlung des Fernsehprogrammes von KCCI, einer CBS-Tochter aus Des Moines.